# Villa Bencistà

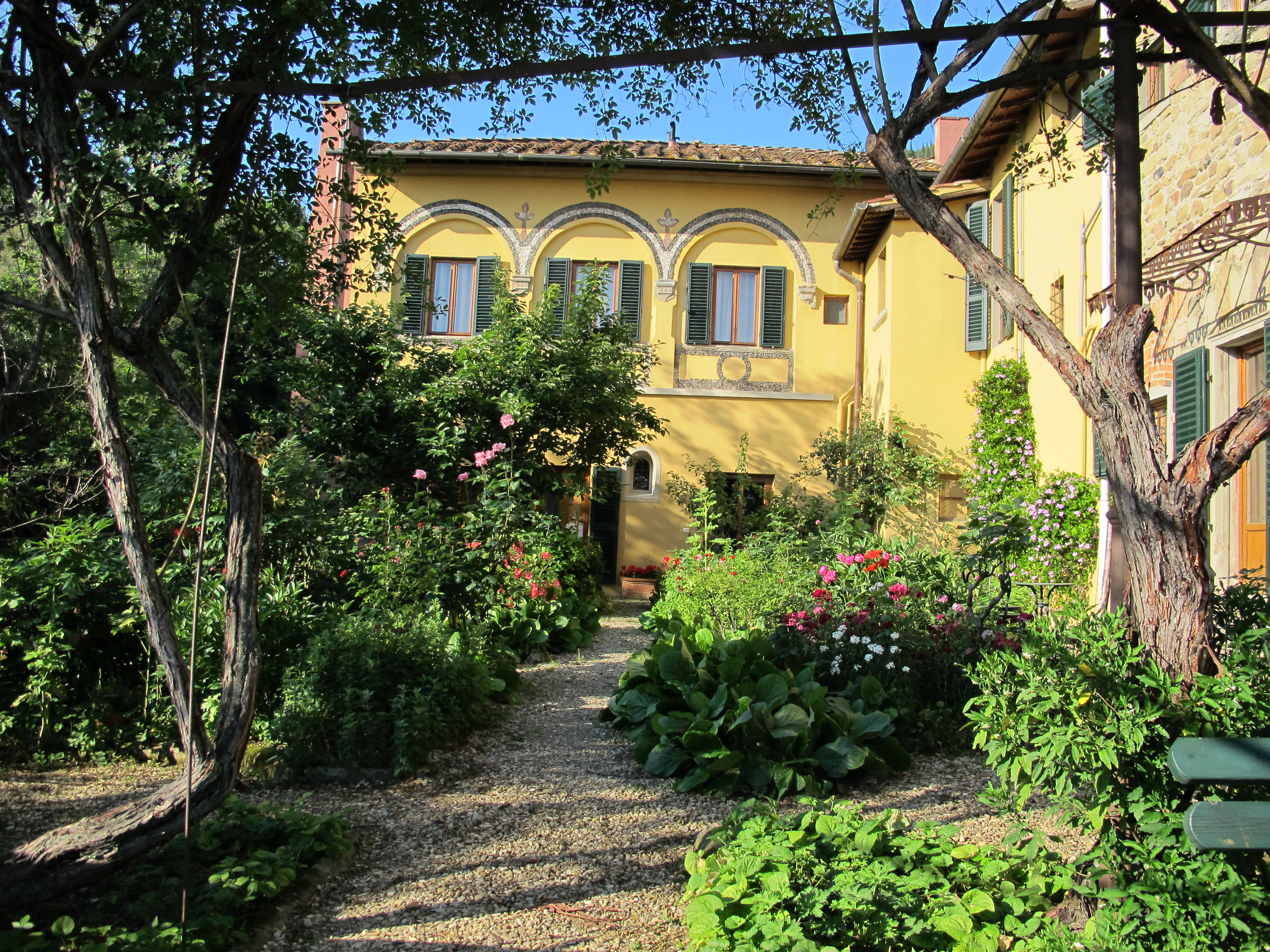
Giardino formale

Villa Bencistà, detta anche del Morone, si trova a Fiesole, in via Benedetto da Maiano 14.

## Storia e descrizione
Nata dall'accorpamento di più edifici, come risulta evidente dall'irregolarità dei corpi di fabbrica, appartenne nel Trecento a Bartolomeo Valori il Vecchio, importante uomo politico fiorentino, tra l'altro Gonfaloniere di Giustizia. Restò in possesso della famiglia Valori fino alla confisca da parte di Cosimo I de' Medici dopo la condanna a morte di Bartolomeo Valori il Giovane nel 1520.
Nel 1542 la proprietà fu venduta dagli Ufficiali dei ribelli al vescovo Raffaello Minerbetti, fedele di casa Medici. Con la famiglia Minerbetti la villa iniziò ad essere chiamata Bencistà, forse per cancellare l'infausta memoria dei Valori. Nel secolo seguente fu dei Ficiati e, dal 1759, passò poi alle monache fiorentine di Sant'Anna al Prato. Fu quindi un convento per circa 150 anni, finché dopo vari passaggi proprietari passò, al figlio di Arnold Böcklin, Carlo, non lontano da dove risiedette il padre, a villa Bellagio.
Nel 1925 alla famiglia Simoni, che vi avviò un'attività ricettiva tuttora attiva con la quinta generazione familiare (la Pensione Bencistà).
La struttura della villa, che ingloba anche alcuni pietroni delle antiche mura etrusche, si compone di un corpo principale a "U", affacciato panoramicamente su Firenze, al quale si accorpano a ovest un corpo a forma di parallelepipedo, affacciato su un piccolo giardino formale e ingentilito da una loggetta oggi tamponata, e ad est un altro grande corpo irregolare. Due cortili sono oggi chiusi da lucernari. Della cappella del monastero, nel corpo centrale, resta oggi solo l'ingresso sul lato nord, con un portalino timpanato.